# Matteo Malucelli
Matteo Malucelli (Forlì, 20 oktober 1993) is een Italiaans wielrenner. In 2014 won hij brons op het nationaal kampioenschap ploegenachtervolging.

## Carrière
In 2023 maakte Malucelli de overstap van China Glory, waar hij sinds augustus 2022 voor reed, naar het Belgische ProTeam Bingoal WB. In Belgische dienst behaalde hij toptiennoteringen in onder meer de Heistse Pijl, de Omloop van het Houtland en Parijs-Chauny. Na een seizoen zonder zege vertrok hij in 2024 naar het Japanse JCL Team UKYO.

## Overwinningen
2015
3e etappe An Post Rás
10e etappe Ronde van Portugal
2016
3e etappe Ronde van Marokko
1e etappe Ronde van Slowakije
4e en 8e etappe Ronde van het Poyangmeer
2017
1e en 3e etappe Ronde van Bihor
Puntenklassement Ronde van Bihor
2e etappe Ronde van Slowakije
2018
1e en 3e etappe Ronde van Táchira
2e etappe Ronde van Bretagne
2e etappe Ronde van Aragon
1e etappe Ronde van Bihor
1e etappe Ronde van Venezuela
1e etappe Ronde van China I
2019
Puntenklassement Ronde van Poitou-Charentes in Nouvelle-Aquitaine
2021
1e etappe Ronde van Táchira 
2022
1e etappe Ronde van Antalya
1e etappe Ronde van Sicilië
2024
Puntenklassement Ronde van Taiwan
2e en 8e etappe Ronde van Japan
1e, 3e en 5e etappe Ronde van Bulgarije
Eindklassement Ronde van Bulgarije
1e etappe Giro della Regione Friuli Venezia Giulia
2e, 7e en 8e etappe Ronde van Langkawi
Puntenklassement Ronde van Langkawi
2025
1e etappe Ronde van Hainan
8e etappe Ronde van Turkije

## Ploegen
- 2015 –  Team Idea 2010 ASD
- 2016 –  Unieuro Wilier
- 2017 –  Androni-Sidermec-Bottecchia
- 2018 –  Androni Giocattoli-Sidermec
- 2019 –  Caja Rural-Seguros RGA
- 2020 –  Caja Rural-Seguros RGA
- 2021 –  Androni Giocattoli-Sidermec
- 2022 –  Gazprom-RusVelo (tot 1 maart)
- 2022 –  China Glory Continental Cycling Team (vanaf 1 augustus)
- 2023 –  Bingoal Pauwels Sauces WB
- 2024 –  JCL Team UKYO
- 2025 –  XDS Astana Team

Capelli · Damiano · Garby · Malucelli · Mariani · Peretto · Pettiti · Reda · Spreafico · Tizza · Todaro · Torta · Viganò
Ballerini · Benfatto · Bernal · Bonusi · Cattaneo · D'Urbano · Mar. Frapporti · Mat. Frapporti · Gavazzi · Malucelli · Masnada · Pacioni · Palini · Rivera · Sosa · Spreafico · Taliani · Torres · Vendrame
Ballerini · Belletti · Benfatto · Bisolti · Bonusi · Cattaneo · Chirico · Mar. Frapporti · Mat. Frapporti · Gavazzi · Malucelli · Masnada · Rivera · Sosa · Spreafico · Torres · Vendrame · Lizde (stagiair) · Viel (stagiair)
Aberasturi · Amezqueta · Aranburu · Banaszek · Cañellas · Cepeda · Tsjernetski · Cuadros · Gonçalves · González · Irisarri · Lastra · Malucelli · Molina · Mora · Moreira · Nicolau · Pardilla · Rodríguez · Serrano · Soto · Lazkano (stagiair) · Martín (stagiair) · Pascual (stagiair)
Canola · Carboni · Conci · Díaz · Fedeli · Kotsjetkov · Michael Kukrle · Lunder · Malucelli · Nekrasov · Nych · Piccolo · Rikoenov · Rivera · Rovny · Scaroni · Strachov · Tsjerkasov · Tsjernetski · Vacek · Zakarin
Blouwe · De Maeght · De Tier · Desal · Guerin · Lauk · Malucelli · Meens · Mertens · Mertz · Peyskens · Robeet · Salby · Teugels · Tizza · Van Boven · Van der Beken · Van Keirsbulck · Van Rooy · Vandepitte · Matthys (stagiair) · Persico (stagiair)